# Club Air
Club Air era uma companhia aérea com sede em Verona, Itália, que operava voos domésticos na Itália e voos internacionais para a Albânia, França, Moldávia, Kosovo, Romênia e Ucrânia. Tinha uma base no Aeroporto de Verona Villafranca.

## História

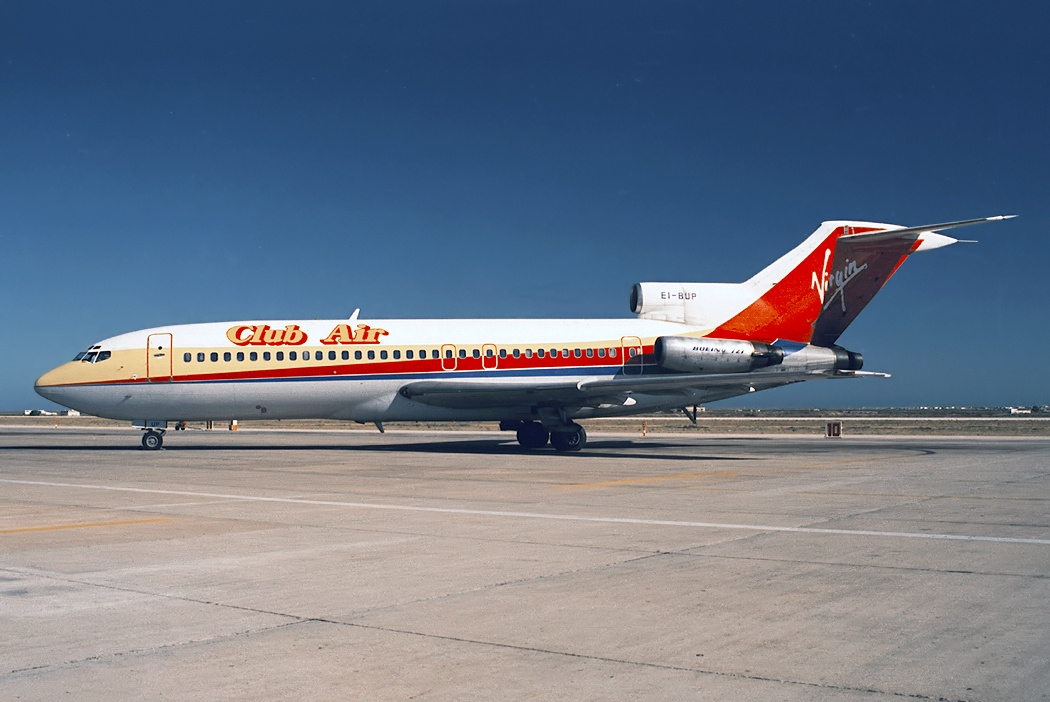
Um Boeing 727-100 da Club Air

A companhia aérea foi originalmente estabelecida em outubro de 2002 com seus primeiros voos no mês seguinte. A autoridade de aviação civil italiana, ENAC, retirou o certificado de operação da companhia aérea em 12 de dezembro de 2006. Os serviços foram retomados sob novos proprietários e nova administração em 2 de maio de 2007. Este novo empreendimento não teve sucesso com as operações cessando em maio de 2008.

## Destinos
A companhia aérea oferecia uma combinação de serviços domésticos e serviços para a Europa Oriental, tentando tirar proveito dos trabalhadores migrantes que viajam de e para seus países de origem. As rotas incluíam as de Verona a Bucareste, Timişoara Bacău, Cluj-Napoca, Chişinău, Pristina e Lviv.

## Frota

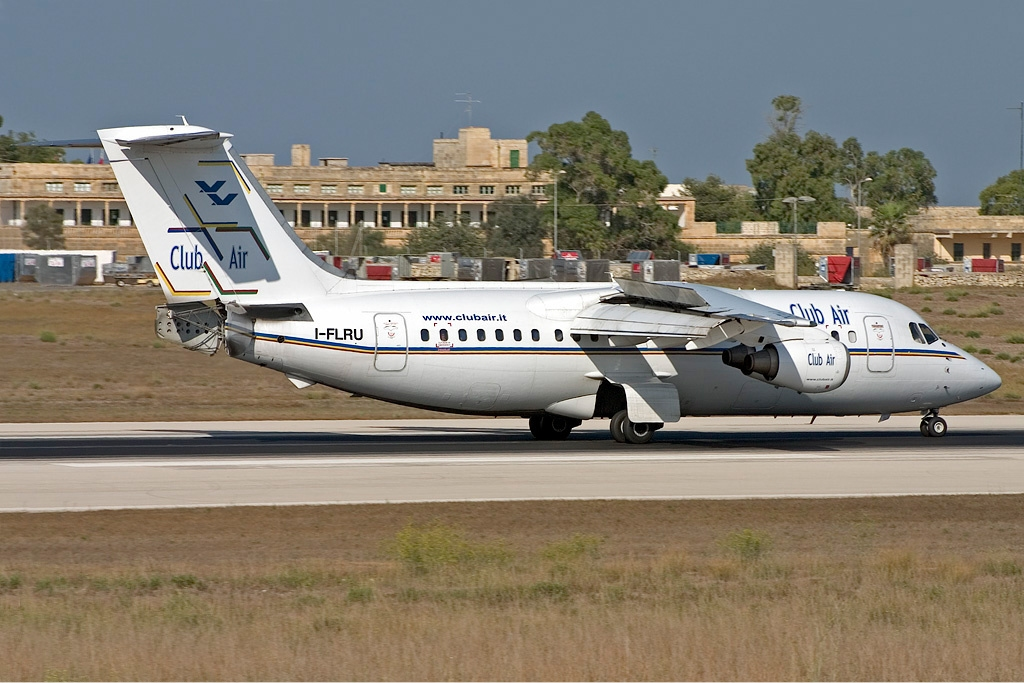
Um British Aerospace 146 da Club Air

A frota da Club Air consistia nas seguintes aeronaves:
| Aeronaves               | Em Serviço | Ordens | Passageiros | Notas |
| ----------------------- | ---------- | ------ | ----------- | ----- |
| British Aerospace 146   | 8          | –      | 82-94       |       |
| McDonnell Douglas MD-82 | 2          | –      | TBA         |       |
| Total                   | 10         | 0      |             |       |